# Xarxa d'Arxius Judicials de Catalunya
La Xarxa d'Arxius Judicials de Catalunya és el conjunt d'arxius judicials i dipòsits, gestionats o supervisats per personal tècnic arxiver especialitzat, que garanteix la correcta organització, el control i la gestió integral dels documents generats per les oficines judicials de Catalunya, mitjançant l'aplicació d'un conjunt de normes i procediments arxivístics homogenis, així com la seva conservació en espais òptims i en condicions adequades.
La Xarxa d'Arxius Judicials de Catalunya es constitueix a partir de dos nivells d'actuació. El primer nivell el conformen els arxius que gestionen directament la documentació dels òrgans judicials a les seus dels quals estan radicats. El segon nivell el conformen les coordinacions d'arxius de les demarcacions judicials, ubicades a Barcelona (Barcelona ciutat), Sabadell (Barcelona comarques), Girona, Lleida, Tarragona i Amposta (Terres de l'Ebre), que es fan càrrec, progressivament, a més dels serveis d'arxiu dels òrgans jurisdiccionals on estan radicats, de la supervisió de la gestió documental de la resta de partits judicials de la seva corresponent demarcació.

## Història
L'any 1991, el Departament de Justícia de la Generalitat de Catalunya engegà les actuacions en matèria d'arxius judicials amb la dotació de tres tècnics arxivers en els dipòsits d'arxiu dels Jutjats d'Instrucció i Penals de Barcelona. Amb anterioritat a la intervenció del Departament de Justícia, únicament el Tribunal Superior de Justícia de Catalunya (TSJC) i l'Audiència Provincial de Barcelona disposaven d'un arxiu amb personal tècnic.
Atenent a l'estat de saturació de l'espai d'arxiu d'alguns dels dipòsits de la documentació judicial l'actuació arxivística i la dotació de personal tècnic es feia imprescindible i urgent per tal de redreçar la situació d'abandó de la majoria dels dipòsits d'arxius judicials de Catalunya. La intervenció del Departament de Justícia en matèria d'arxius judicials continua amb la creació d'arxius i dotació de personal tècnic arxiver en diferents òrgans judicials de Barcelona i en determinats partits judicials de Catalunya.

## Marc normatiu específic
A Catalunya, des de l'efectivitat dels traspassos en matèria de provisió de mitjans materials i econòmics al servei de l'administració de justícia, ha estat el Departament de Justícia qui ha gestionat de manera progressiva els arxius judicials, malgrat no haver-se formalitzat cap transferència concreta i específica de la gestió dels arxius judicials. És per això que, d'acord amb la titularitat estatal de la documentació judicial, la normativa marc que ha de regular els aspectes bàsics de la gestió d'aquesta documentació és competència del Ministeri de Justícia.
Fins a l'any 2003 no s'havia disposat d'un reglament ordenador dels arxius judicials i de la gestió de la documentació judicial, i la legislació precedent era insuficient, obsoleta i dispersa. En relació amb això, és oportú remarcar que la principal norma vigent sobre eliminació de documentació judicial i el seu procediment es remuntava a l'any 1911, amb el Reial decret de 29 de maig, del Ministeri de Gracia i Justícia. Per esmenar aquesta greu situació, que condicionava qualsevol actuació en els arxius judicials, l'any 1998, i a proposta de la Comissió Mixta del Consell General del Poder Judicial i el Ministeri de Justícia, es va constituir un grup de treball, amb la participació de secretaris judicials i de representants del Ministeri de Cultura per tal d'elaborar, l'any 1999, l'esborrany del projecte de reial decret d'ordenació d'arxius judicials, pel qual es regularien els arxius judicials i el procediment d'avaluació, tria i eliminació de documentació judicial. L'Esborrany va ser presentat, durant l'any 2000, per a la seva discussió, als representants de les comunitats autònomes amb competències transferides en matèria de personal i de mitjans materials de l'administració de justícia.
Finalment, l'any 2003 es publicà el Reial decret 937/2003, de 18 de juliol, de modernització dels arxius judicials, del Ministeri de Justícia, normativa necessària pels riscos que comportava el manteniment de la situació anterior, tant per al bon funcionament de les oficines judicials com per al manteniment de la integritat d'aquesta documentació com a patrimoni cultural i històric, i que tenia per objecte modernitzar i regular l'organització i el funcionament dels arxius judicials, i establia el procediment mitjançant el qual s'ha de fer l'avaluació de la documentació judicial tot dissenyant les Juntes d'Expurgació.
El Reial decret 937/2003 considerava imprescindibles els òrgans d'expurgació, regulats a partir de l'Ordre JUS/552/2006, de 30 d'octubre, per la qual es constituïa i es regulava la Junta d'Expurgació de la Documentació Judicial de Catalunya, com un òrgan col·legiat de naturalesa administrativa adscrit al Departament de Justícia, i té per finalitat determinar l'exclusió o l'eliminació de la documentació processal o governativa produïda o rebuda de l'Administració de justícia a Catalunya del patrimoni documental o la seva transferència a la Direcció General de Patrimoni Cultural del Departament de Cultura, com també les condicions per accedir-hi.

## Identificació i tipus d'arxius
Com a resultat de l'actuació progressiva del Departament de Justícia la Xarxa d'Arxius Judicials de Catalunya disposa, actualment, de 30 unitats d'arxiu distribuïdes en 10 demarcacions judicials de Catalunya (Barcelona Ciutat, Ciutat de la Justícia de Barcelona i l'Hospitalet de Llobregat, Barcelona Nord, Barcelona Sud, Catalunya Central, Girona, Lleida, Alt Pirineu i Aran, Tarragona i Terres de l'Ebre), dirigides i/o integrades per 38 tècnics arxivers:
- Cinc arxius corresponen a Barcelona Ciutat Arxiu Central del Tribunal Superior de Justícia de Catalunya, Arxiu Central de la Sala Contenciosa Administrativa del Tribunal Superior de Justícia de Catalunya, Arxiu Central dels Jutjats Socials Declaratius, Arxiu Central del Registre Civil i Arxiu Judicial Territorial de Barcelona ciutat
- Tres arxius corresponen a Ciutat de la Justícia de Barcelona i l'Hospitalet de Llobregat Arxiu Central dels Jutjats de la Ciutat de la Justícia de Barcelona, l'Arxiu Central dels Jutjats de la Ciutat de la Justícia de l'Hospitalet de Llobregat i l'Arxiu Territorial judicial de la Ciutat de la Justícia de Barcelona i l'Hopitalet de Llobregat
- Vuit a Barcelona Nord Arxiu Central dels Jutjats d'Arenys de Mar, Arxiu Central dels Jutjats de Badalona, Arxiu Central dels Jutjats de Cerdanyola del Vallès, Arxiu Central dels Jutjats de Granollers, Arxiu Central dels Jutjats de Mataró, Arxiu Central dels Jutjats de Sabadell, Arxiu Central dels Jutjats de Santa Coloma de Gramenet i Arxiu Central dels Jutjats de Terrassa
- Tres a Barcelona Sud Arxiu Central dels Jutjats de Gavà, Arxiu Central dels Jutjats de Sant Feliu de Llobregat, Arxiu Central dels Jutjats de Vilanova i la Geltrú
- Un a Catalunya Central Arxiu Central dels Jutjats de Manresa
- Quatre a Girona Arxiu Central de l'Audiència Provincial de Girona, Arxiu Central dels Jutjats de Girona, Arxiu Central dels Jutjats de Figueres i Arxiu Judicial Territorial de Girona
- Un a Lleida Arxiu Central d'Audiència Provincial i Jutjats de Lleida
- Quatre a Tarragona Arxiu Central de l'Audiència Provincial de Tarragona, Arxiu Central dels Jutjats de Tarragona, Arxiu Central dels Jutjats de Reus i Arxiu Central dels Jutjats del Vendrell
- Un a les Terres de l'Ebre: Arxiu Central dels Jutjats d'Amposta

D'acord amb la normativa vigent, els tipus d'arxius pels quals passa la documentació judicial al llarg del seu cicle de vida són els següents:
- Arxius de gestió o d'oficina. Estan constituïts per la documentació que genera cada oficina judicial en el desenvolupament de les seves funcions. Aquesta documentació s'anomena activa perquè està en procés de tramitació o perquè es consulta amb freqüència. Els terminis generals de permanència de la documentació en aquests arxius és de 5 anys.

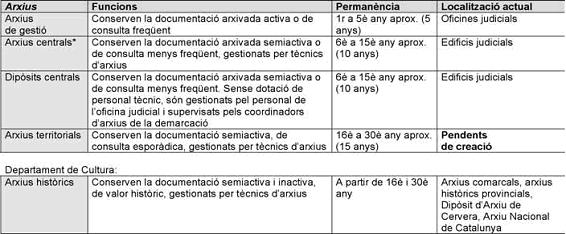
Font: Palomar, B.; Saball, R.; Quílez, J. L. El Sistema de Archivos Judiciales de Cataluña (SAJC). Consejería de Justicia y Administración Pública. Junta de Andalucía. Actas del Congreso de Archivos Judiciales. Sevilla 16, 17 y 18 de mayo 2007. p. 189-212.

- Arxius centrals / dipòsits centrals. Estan constituïts per documentació semi-activa procedent dels arxius de gestió dels òrgans judicials que, un cop finalitzada la seva tramitació, tot i ser susceptible d'utilització, es consulta amb poca freqüència. Els terminis generals de permanència de la documentació en aquests arxius és de 10 anys: des del 6è fins al 15è any.
  - Arxius centrals. Disposen de personal tècnic especialitzat, assignat de forma permanent, que assessora i dona suport en matèria de gestió documental i s'encarrega d'elaborar i aplicar els criteris tècnics per a l'organització de la documentació dins del marc d'una gestió integrada d'arxiu.
  - Dipòsits centrals. Disposen de personal tècnic especialitzat amb dedicació parcial. El seu control l'exerceix el coordinador d'arxius de la demarcació judicial.
- Arxius territorials intermedis. La seva funció consistirà a custodiar fons amb documentació semiactiva que és objecte d'utilització molt poc freqüent, amb una antiguitat compresa: entre els 6 i els 30 anys, en el supòsit que per manca d'arxius o dipòsits centrals, la documentació hagi de ser transferida directament des dels arxius d'oficina; entre els 16 i els 30 anys, en el supòsit que la documentació pugui ser transferida des d'arxius o dipòsits centrals. Disposaran de personal tècnic especialitzat assignat de forma permanent que participarà en el procés d'avaluació i tria de la documentació judicial.
- Arxius històrics. Conserven la documentació inactiva o històrica que, havent transcorregut la seva vigència, i després de l'aplicació del corresponent procés d'avaluació i tria gestionat per la Junta d'Expurgació de Catalunya, s'ha de conservar permanentment.

## Serveis
La Xarxa d'Arxius Judicials de Catalunya ofereix, a través de la seva carta de serveis, els següents serveis: el servei de transferència de documentació, el servei d'atenció a les sol·licituds de documentació i el servei de formació.
- El Servei de transferència de documentació consisteix en la transferència documental de la documentació, degudament relacionada i inventariada en els formularis de transferències, des de les oficines judicials als Arxius Centrals/Dipòsits Centrals i a partir de la planificació i execució del calendari anual de transferències i complint el procediment establert.

- El Servei d'atenció a les sol·licituds de consulta i préstec de documentació dipositada en els Arxius Centrals/Dipòsits Centrals, Territorials o Històrics. La documentació dipositada en els arxius centrals, en arxius territorials intermedis o en arxius històrics resta a disposició de les oficines judicials mitjançant aquest servei i pot ser consultada en el mateix arxiu o bé pot ser sol·licitada en préstec, cosa que implica la sortida de la documentació d'un arxiu i el compliment d'un procediment reglat.

- El Servei de formació consisteix en la realització de cursos, organitzats pel Centre d'Estudis Jurídics i Formació Especialitzada, i impartits per personal tècnic arxiver adreçats al personal dels cossos de gestió i tramitació auxiliar i administrativa i al cos d'auxili judicial en matèria d'organització, gestió i automatització de la documentació de l'oficina judicial. A la vegada també existeix un servei de formació contínua consistent en l'assessorament tècnic a les oficines judicials per part dels arxivers judicials.